# 1950年の相撲
1950年の相撲（1950ねんのすもう）は、1950年の相撲関係のできごとについて述べる。

## 大相撲

### できごと
- 1月、春場所、蔵前仮設国技館で15日間。若ノ花が新入幕。この場所から幕下以下の優勝決定戦をやめ、上位者優勝となる。場所後に大関増位山が引退し、年寄三保ヶ関を襲名。1946年に閉鎖された三保ヶ関部屋を再興した。
- 3月、協会役員改選で時津風が取締になる。
- 4月、横綱審議委員会設置。委員長に酒井忠正。
- 6月、夏場所、蔵前仮設国技館で15日間。場所中、神風が突然引退、年寄片男浪（片男波）襲名。
- 9月、秋場所、大阪阿部野仮設国技館で15日間。この場所から仕切り制限時間を短縮し、幕内4分、十両3分、幕下以下は2分となる。
- 11月、蔵前国技館の本建築起工。

### 本場所
- 一月場所（浜町仮設国技館、14～28日）
幕内最高優勝 : 千代ノ山雅信（12勝3敗,2回目）
  - 殊勲賞-吉葉山、敢闘賞-若ノ花、技能賞-栃錦

十両優勝 : 増巳山豪（13勝2敗）
- 六月場所（蔵前仮設国技館、14～28日）
幕内最高優勝 : 東冨士謹一（14勝1敗,3回目）
  - 殊勲賞-吉葉山、敢闘賞-名寄岩、技能賞-常ノ山

十両優勝 : 甲斐ノ山福人（13勝2敗）
- 九月場所（大阪阿部野仮設国技館、17～10月1日）
幕内最高優勝 : 照國万藏（13勝2敗,1回目）
  - 殊勲賞-吉葉山、敢闘賞-時津山、技能賞-栃錦

十両優勝 : 米川文敏（14勝1敗）

## 誕生
- 1月2日 - 神幸勝紀（最高位：前頭8枚目、所属：伊勢ヶ濱部屋）[1]
- 1月3日 - 錦洋幸治（最高位：前頭筆頭、所属：井筒部屋→君ヶ濱部屋、+ 2009年【平成21年】）[2]
- 1月29日 - 忍の山剛（最高位：十両8枚目、所属：春日野部屋）
- 2月2日 - 天龍源一郎（最高位：前頭筆頭、所属：二所ノ関部屋）[3]
- 2月19日 - 貴ノ花利彰（最高位：大関、所属：二子山部屋、+ 2005年【平成17年】）[4]
- 2月27日 - 16代木村玉光（元・三役格行司、所属：花籠部屋→放駒部屋→芝田山部屋、+ 2017年【平成29年】）[5]
- 2月28日 - 双津竜順一（最高位：小結、所属：時津風部屋、+ 2014年【平成26年】）[6]
- 3月11日 - 白根山宗則（最高位：十両13枚目、所属：伊勢ノ海部屋）
- 3月16日 - 37代木村庄之助（元・立行司、所属：高島部屋→熊ヶ谷部屋→大島部屋→友綱部屋、+ 2022年【令和4年】）[7][8]
- 3月19日 - 大受久晃（最高位：大関、所属：高島部屋）[9]
- 4月3日 - 青葉山弘年（最高位：小結、所属：木瀬部屋、+ 1997年【平成9年】）[10]
- 4月14日 - 千代櫻輝夫（最高位：前頭5枚目、所属：出羽海部屋→九重部屋）[11]
- 5月3日 - 飛島正（最高位：十両13枚目、所属：伊勢ヶ濱部屋）
- 5月28日 - 若双龍秀造（最高位：十両8枚目、所属：二子山部屋）
- 6月13日 - 北ノ花吉保（最高位：十両4枚目、所属：二子山部屋）
- 11月8日 - 清乃華玉誉（最高位：十両5枚目、所属：花籠部屋）
- 11月16日 - 蜂矢敏行（最高位：前頭6枚目、所属：春日野部屋、+ 2001年【平成13年】）[12]
- 11月23日 - 春日洋光二（最高位：十両3枚目、所属：春日野部屋）
- 12月7日 - 頂ノ郷昌登（最高位：十両12枚目、所属：二所ノ関部屋→大鵬部屋、+ 2015年【平成27年】）

## 死去
- 1月22日 - 斜里錦菊三（最高位：前頭18枚目、所属：二所ノ関部屋、* 1917年【大正6年】）[13]
- 4月5日 - 大門岩嘉右エ門（最高位：関脇、所属：山分部屋→出羽海部屋、* 1890年【明治23年】）[14]
- 4月19日 - 剣岳吉五郎（最高位：前頭2枚目、所属：立浪部屋、* 1896年【明治29年】）[15]
- 6月9日 - 出羽ヶ嶽文治郎（最高位：関脇、所属：出羽海部屋、年寄：田子ノ浦、* 1902年【明治35年】）[16]
- 8月6日 - 鏡岩善四郎（最高位：大関、所属：粂川部屋、年寄：粂川、* 1902年【明治35年】）[17]